# فرانتز يورجنسن
فرانتز يورجنسن (1881 – 17 يناير 1973) هو مبارز بالسيف دنماركي راحل، مثّل بلاده في الألعاب الأولمبية الصيفية 1908.

## روابط خارجية
فرانتز يورجنسن على موقع أوليمبيديا (الإنجليزية)